# Formazione Puncoviscana
La formazione Puncoviscana (in lingua spagnola: Formación Puncoviscana) è una formazione di rocce sedimentarie e metamorfiche risalenti al tardo Ediacarano e al Cambriano inferiore che affiorano nell'Argentina del Nordovest. La maggior parte della formazione si trova nelle province di Jujuy, Salta e Tucumán anche se qualche autore estende la formazione verso sud nelle Sierras Pampeanas vicino a Córdoba.
Ci sono varie interpretazioni tettoniche sull'origine e tipologia di bacino sedimentario in cui si sono accumulati i sedimenti della formazione Puncoviscana. Una prima interpretazione era che i sedimenti si erano originati da un bacino di margine passivo dell'antico supercontinente Gondwana. Altri autori propendono per un rift intracratonico o un bacino aulacogeno tra il cratone del Río de la Plata-Pampia e il cratone Arequipa-Antofalla. Altre ipotesi ruotano attorno all'idea che la formazione Puncoviscana sia correlata a un terrane chiamato Pampia che è andato in accrezione sulla Gondwana causando così la chiusura di un mare (Ciclo di Wilson).